# Klobenzoreks
Klobenzoreks (Asenlix, Dinintel, Finedal, Rexigen) je stimulantni lek amfetaminske hemijske klase koji se koristi kao supresor apetita. Ovaj lek se legalno distribuira u Meksiku pod trgovačkim imenom Asenliks kompanije Aventis.
Hemijski, klobenzoreks je N-supstituisani prolek amfetamina koji se prvenstveno metaboliše u 4-hidroksiklobenzoreks nakon ingestacije; međutim, male količine se takođe metabolišu u dekstroamfetamin. U komercijalnoj proizvodnji, klobenzoreks se isporučuje kao hidrohloridna so u zeleno obojenim kapsulama. Ovaj lek je ušao u upotrebu kao anoreksik na recepat tokom 1970-ih.

## Osobine
Klobenzoreks je organsko jedinjenje, koje sadrži 16 atoma ugljenika i ima molekulsku masu od 259,774 .
| Osobina                  | Vrednost |
| ------------------------ | -------- |
| Broj akceptora vodonika  | 1        |
| Broj donora vodonika     | 1        |
| Broj rotacionih veza     | 5        |
| Particioni koeficijent ( | 4,3      |
| Rastvorljivost (logS, log(mol/L))       | -5,8     |
| Polarna površina (PSA, Å2)  | 12,0     |

## Literatura
- Hardman JG, Limbird LE, Gilman AG (2001). Goodman & Gilman's The Pharmacological Basis of Therapeutics (10. изд.). New York: McGraw-Hill. ISBN 0071354697. doi:10.1036/0071422803.
- Thomas L. Lemke; David A. Williams, ур. (2007). Foye's Principles of Medicinal Chemistry (6. изд.). Baltimore: Lippincott Willams & Wilkins. ISBN 0781768799.

## Spoljašnje veze
|  | Molimo Vas, obratite pažnju na važno upozorenje u vezi sa temama iz oblasti medicine (zdravlja). |